# Эдоняне
«Эдоняне» — трагедия древнегреческого драматурга Эсхила (первая половина V века до н. э.), первая часть тетралогии, посвящённой столкновению бога виноделия Диониса с Ликургом, сыном Дрианта. Её текст почти полностью утрачен.

## Сюжет и судьба пьесы

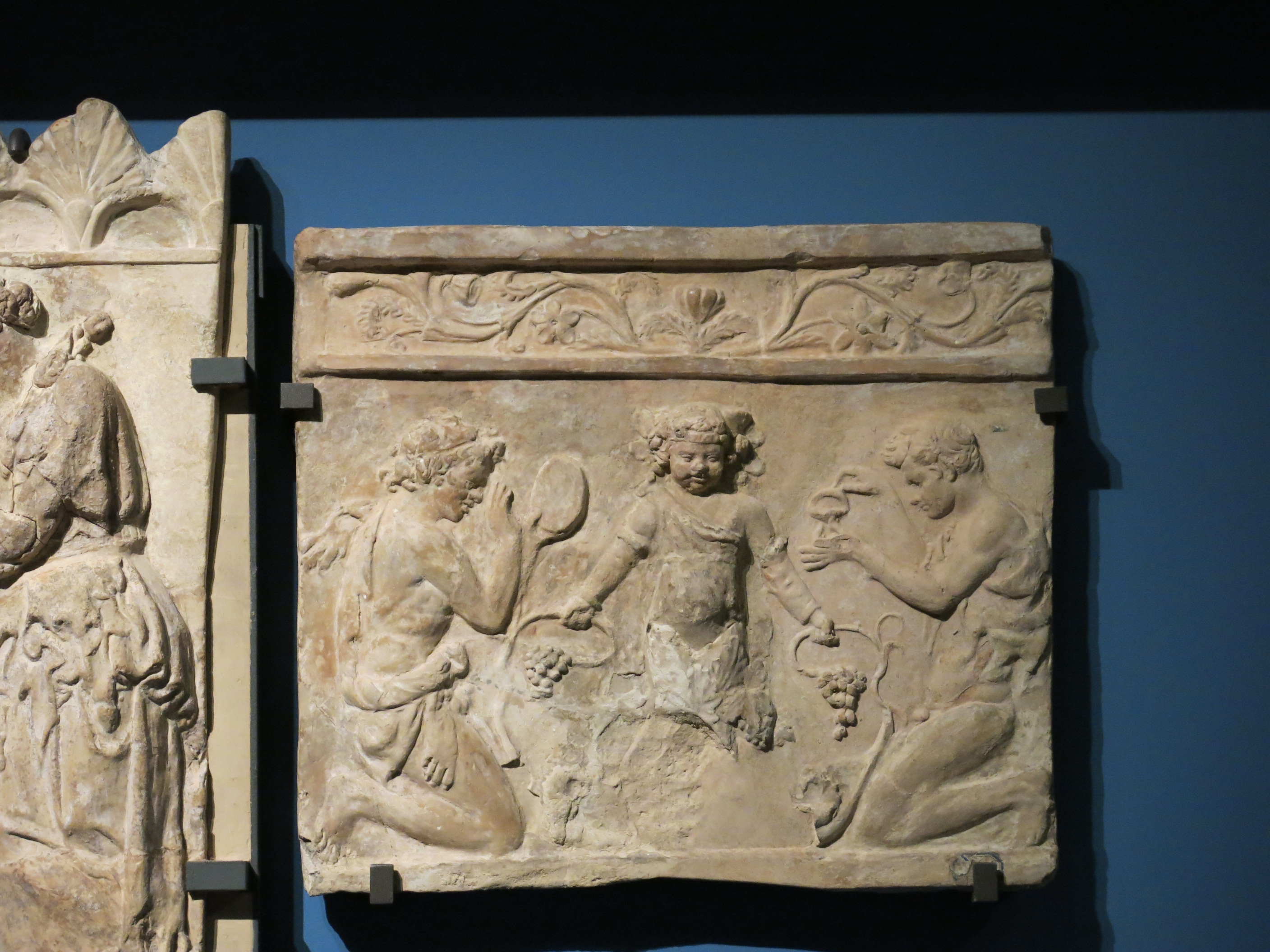
Дионис в окружении сатиров. Терракотовый рельеф, первая половина I века до н. э.

«Эдоняне» стали первой частью цикла пьес, посвящённого мифу о царе фракийского племени эдонов Ликурге, сыне Дрианта («Ликургии»). Этот герой попытался прогнать из своего царства юного бога виноделия Диониса и за это был ослеплён Зевсом, либо сам Дионис наслал на него безумие. Другие части цикла — трагедии «Бассариды» и «Юноши», сатировская драма «Ликург». Благодаря сохранившимся фрагментам известно, что хор в «Эдонянах» составляла свита Ликурга и что этот царь обращался к неузнанному богу с вопросом: «В каком ты виде, бабень, и откуда ты?» (перевод Вячеслава Иванова). Завязавшийся здесь конфликт находил своё разрешение позже, в «Юношах».
Тетралогия Эсхила о Ликурге упоминается только в одном источнике — в схолиях к комедии Аристофана «Женщины на празднике Фесмофорий». Текст «Эдонян» почти полностью утрачен. Сохранился только ряд небольших фрагментов, в том числе часть парода с описанием шествия Диониса и несколько реплик Ликурга, обращённых к неузнанному богу. Надёжно идентифицированных фрагментов шесть, относительно ещё двух, в которых фигурирует плащ (предположительно принадлежавший Дионису), у исследователей нет полной уверенности.